# Pisidiologie

Pisidium subtruncatum (Scheve erwtenmossel), Lijntekening van Hans Kuiper

Pisidiologie is de studie van het wereldwijd voorkomende tweekleppigengeslacht van weekdieren, genaamd Pisidium (erwtenmossel), inclusief de historie van haar beoefening. Soms wordt daar eveneens de studie van het nauw verwante geslacht Sphaerium (hoornschaal) bij betrokken. 
Pisidium is door de armoede aan onderscheidende schelpkenmerken een van oudsher lastig te determineren groep van soorten waardoor een serieuze studie al snel tot specialisatie leidt. Wereldwijd is de groep van pisidiologen een select gezelschap. 
De Nederlander Hans Kuiper (1914-2011) was een representant die veel aan de kennis heeft bijgedragen en daarnaast historisch biografisch onderzoek deed naar pisidiologen uit de negentiende en twintigste eeuw.
Enkele andere belangrijke pisidiologen zijn:
- Auguste Baudon (1821-1905)
- Pierre (Comte) de Cessac (1821-1889)
- Werner Hinz (1943-1999)
- Arthur Wilson Stelfox (1883-1972)
- Bernard Barham Woodward (1853-1930)
- Hildegard Zeißler (1914- )